# Hermann Kretzschmar
August Ferdinand Hermann Kretzschmar, född den 19 januari 1848 i Sachsen, död den 10 maj 1924 i Grosslichterfelde, var en tysk musikskriftställare.
Kretzschmar blev 1871 filosofie doktor i Leipzig på en avhandling om Guido Aretinos notskrift och samma år lärare vid Leipzigs konservatorium, där han förut studerat. År 1877 blev han universitetsmusikdirektor i Rostock samt 1880 "städtischer musikdirektor", fick 1884 professors titel och var 1887-98 director musices vid Leipzigs universitet samt 1888–1898 dirigent för Riedelföreningen. Han anordnade akademiska orkesterkonserter med historiska program, blev 1890 extra ordinarie professor i musikvetenskap vid Leipzigs universitet och erhöll 1904 en ordinarie professur i samma ämne vid Berlins universitet, 1907 därjämte chefskapet vid kungliga institutet för kyrkomusik och 1908 titeln geheimeregeringsråd. Åren 1909–1919 var han direktör för kungliga musikhögskolan i Berlin. Kretzschmar var 1904–1908 och 1914 president i Internationale Musikgesellschaft och stod från 1918 i spetsen för det nybildade Deutsche Musikgesellschaft. Han blev 1915 ledamot av Musikaliska akademien i Stockholm. Till hans 70-årsdag 1918 utgavs en festskrift med 65 bidrag.
Kretzschmar är mindre bekant som kompositör än som framstående musikskriftställare; särskilt hans Führer durch den Konzertsaal (3 band, 1887–1890; band 1, Sinfonie und Suite, 3:e upplagan 1898; band 2, Kirchliche Werke, 3:e omarbetade upplagan 1905; band 3, Oratorien und weltliche Chorwerke, 2:a upplagan 1899) röjer en förvånansvärt omfattande och noggrann kännedom om olika tiders tonverk, öppet sinne för det värdefulla hos skilda riktningar samt lycklig framställningsgåva. En mängd utdrag ur detta verk utgav han under titeln "Kleiner Konzertführer". Han skrev även beaktansvärda uppsatser i tidskrifter, Musikalische Zeitfragen (1902) med mera och omarbetade Lobes kompositionslära. Kretzschmar utgav 1910–1911 sina Gesammelte Aufsätze (2 band), 1912 Geschichte des neuen deutschen Liedes (I, till och med Zelter) och 1919 Geschichte der Oper.